# Курносов, Анатолий Михайлович
Анато́лий Миха́йлович Курно́сов (род. 12 апреля 1928, Великий Лог, Украинская ССР) — советский и российский учёный-эколог, историк науки и техники, биограф; доктор технических наук, профессор.

## Биография
Родился в селе Великий Лог (ныне — посёлок Краснодонском районе Луганской области) в крестьянской семье. Учился в школе в родном селе, в Дружковке (Донецкая область), в Гримайлове (Тернопольская область, 1940/41). В годы войны совмещал учёбу в школе с работой в колхозе и школе.
Окончив школу с золотой медалью, в 1944 году поступил на горный факультет Донецкого индустриального института, который с отличием окончил в 1949 году с квалификацией «горный инженер». Во время учёбы в институте проходил практику на угольных шахтах подземным слесарем, горным мастером, помощником начальника участка.
В 1949—1953 годы работал на шахтах Донбасса начальником участка, заместителем главного инженера и главным инженером шахты. В 1956 году окончил аспирантуру в Институте горного дела Академии наук СССР.
В 1956—1984 годы работал в научно-исследовательских институтах АН СССР и Минуглепрома СССР, в том числе 12 лет — директором Центрального НИИ экономики угольной промышленности. В 1970-е — 1980-е годы неоднократно участвовал в работе Комитетов по углю и энергетике Европейской экономической комиссии ООН (Женева) в качестве руководителя международной группы экспертов по экономике и технологии угольной промышленности.
С 1984 года — заместитель председателя (директора) Совета по изучению производственных сил Госплана СССР. В 1991—1993 годы возглавлял научно-производственную фирму «Экос».
В 1993—2001 годы — профессор и декан экологического факультета Российского православного университета св. ап. Иоанна Богослова Московского патриархата. Неоднократно представлял РПЦ на международных экологических совещаниях Европейских христианских церквей за рубежом. Уволен 9 февраля 2001 года распоряжением ректора игумена Иоанна Экономцева.

## Научная деятельность
В 1956 году защитил кандидатскую, в 1968 — докторскую диссертацию (технические науки). Профессор (1970, ВАК); действительный член Российской экологической академии и Академии горных наук (1990-е).
С 1984 года руководил исследованиями по научному обоснованию перспективных планов развития отраслей народного хозяйства СССР и формированию природоресурсной и экологической политики.
В 1984—1992 годы — председатель и член учёных и квалификационных советов, член ВАК, председатель экзаменационных комиссий по экономике и горному делу в Университете им. Патриса Лумумбы и в высшей школе профдвижения.

## Ученые работы
А. М. Курносовым опубликованы сотни работ, в том числе научных монографий по вопросам технологии и экономики горного дела, экологии и экономики народного хозяйства, а также большое число публицистических работ педагогического и общеполитического характера, в том числе такие фундаментальные книги как учебное пособие для вузов «Размещение производительных сил»(М. Экономика 1994), «Размещение производительных сил с учетом экологического фактора» (М. «Наука»,1990), « Научные основы пректирования угольных шахт» (М. «Наука»,1965) «Шахты Донецкого бассейна» (М. «Наука»,1965) и др. Некоторые работы А. М. Курносова технического, экономического и экологического содержания опубликованы за рубежом.
В годы работы в СОПС Госплана СССР А. М. Курносов практически создал новое направление в перспективном планировании территориально-производственных комплексов СССР с приведением ресурсопользования и окружающей среды в нормативное состояние. В 1989г по заданию директивных органов страны под научным руководством А. М. Курносова были разработаны перспективные схемы экономического развития экологического оздоровления зоны озера Байкал, получившую одобрение и принятую для использования в конкретном планировании Правительством РСФСР. В 1990—1992 г.г. под его же руководством подобные работы были проведены для Кузнецкого бассейна, промышленного района г. Мариуполя, начаты работы для некоторых районов Средней Азии и зоны Аральского моря.
В 1997 г. решением Святейшего Патриарха Алексия II присвоено ученое звание профессора экологии РПУ Московского патриархата.
В бытность деканом Экологического факультета РПУ св. ап. Иоанна Богослова в десятках своих работ и опубликованных статей А. М. Курносов разрабатывал проблемы мирового и национального устойчивого социально-экономического и экологического развития. В 90-е годы профессор Курносов неоднократно, в том числе на православно-религиозных форумах, выступал с позиций христианского социализма, доказывая этическую и экономическую несостоятельность избранного властями РФ отвергнутого мировым и российским опытом варианта колониального капитализма.

## Вклад в науку
А. М. Курносовым внесен значительный вклад в развитие высшеге религиозно-экологического и общего технико-экономического образования (О периоде работы в РПУ св. ап. Иоанна Богослова см. книгу «Да воскреснет бог…» (М. «Новый ключ»,2007). В советские годы при научном руководстве А. М. Курносова были защищены более 25 кандидатских и докторских диссертаций (технические и экономические науки).

## Награды
- Знак «Шахтёрская слава» I, II и III степени
- Орден преподобного Сергия Радонежского III степени (1998)[К 2]

Ветеран ВОВ (тыла), ветеран труда, член Совета Регионального Московского общества «Дети ВОВ».

## Комментарии
1. ↑  Поводом к увольнению послужила жалоба директора Московского филиала международной еврейской Антидиффамационной лиги, в которой А. М. Курносов был обвинён в националистических и антисемитских высказываниях, шовинистических воззрениях[1].
2. ↑  Указ Святейшего Патриарха Московского и всея Руси Алексия II.